# ماريا غراتسيا كوشينوتا
ماريا غراتسيا كوتشينوتا (بالإيطالية: Maria Grazia Cucinotta؛ تُنطق [maˈriːa ˈɡrattsja kutʃiˈnɔtta]؛ ولدت في 27 يوليو 1968) هي ممثلة إيطالية شاركت في العديد من الأفلام والمسلسلات التلفزيونية منذ عام 1990. وهي معروفة دوليًا بدورها في فيلم ساعي البريد (Il Postino)، وبشخصية "فتاة السيجار" (Cigar Girl) في فيلم جيمس بوند العالم لا يكفي (The World Is Not Enough).

## الحياة المبكرة والمسيرة المهنية
وُلدت ماريا غراتسيا كوتشينوتا في مدينة ميسينا بجزيرة صقلية في إيطاليا. بعد ظهورها في أدوار صغيرة على شاشة التلفزيون، حصلت على أول دور سينمائي بارز لها في فيلم ساعي البريد (Il Postino) للمخرج مايكل رادفورد عام 1994، الذي حظي بإشادة نقدية واسعة. أدّت كوتشينوتا في الفيلم دور "بياتريتشي روسو"، حبيبة الشخصية التي جسّدها ماسيمو ترويزي. وعلى الرغم من أن هذا الفيلم كان أول دور رئيسي لها، فإن ترويزي لم يشك أبدًا في موهبتها، كما روت لاحقًا:
"كان مخرجًا وممثلًا يتمتع بالصبر الكافي ليعلمني كل شيء، لأنني وصلت إلى تجربة الأداء بترشيح من ناتالي كالدوناتسو، صديقة ماسيمو. ذلك الفيلم غيّر حياتي. يسعدني أن الناس ما زالوا يتحدثون عنه وعن الفيلم الذي نقل من خلاله الطابع الإيطالي إلى العالم".
امتدح الناقد في مجلة ناشونال ريفيو جون سايمون أداء كوتشينوتا بحرارة، واصفًا إياها بأنها "مزيج بين إلهة حب متوسطية قديمة وفتاة فاتنة بعفوية".
شاركت كوتشينوتا عام 1999 في فيلم جيمس بوند العالم لا يكفي (The World Is Not Enough) بدور شريرة تُعرف باسم "فتاة السيجار". وفي العام نفسه، ظهرت كضيفة شرف في حلقة "إيزابيلا" من مسلسل آل سوبرانو (The Sopranos)، حيث أدت دور الشخصية التي حملت اسم الحلقة.
في عام 2005، شاركت في الأداء الصوتي لشخصية "فرانشيسكا"، زوجة سايدشو بوب، في حلقة "بوب الإيطالي (The Italian Bob)" من مسلسل عائلة سيمبسون (The Simpsons). كما أنتجت ومثّلت في فيلم كل الأطفال غير المرئيين (All the Invisible Children)، وهو فيلم أنثولوجي خيري لصالح منظمة اليونيسف. ظهرت كوتشينوتا في الجزء المعنون "تشيرو (Ciro)"، من إخراج المنتج المشارك ستيفانو فينيروسو.
نالت كوتشينوتا "جائزة أمريكا" من مؤسسة إيطاليا-الولايات المتحدة عام 2010. وفي عام 2012، حصلت على نجمة في "ممشى المشاهير الإيطالي" في تورونتو، كندا.
ماريا غراتسيا كوتشينوتا كاثوليكية رومانية، ومخلصة للقديس أنطونيوس البدواني.

## وصلات خارجية
- ماريا غراتسيا كوشينوتا على موقع IMDb (الإنجليزية)
- ماريا غراتسيا كوشينوتا على موقع روتن توميتوز (الإنجليزية)
- ماريا غراتسيا كوشينوتا على موقع ألو سيني (الفرنسية)
- ماريا غراتسيا كوشينوتا على موقع ميوزك برينز (الإنجليزية)
- ماريا غراتسيا كوشينوتا على موقع أول موفي (الإنجليزية)
- ماريا غراتسيا كوشينوتا على موقع قاعدة بيانات الأفلام السويدية (السويدية)
- ماريا غراتسيا كوشينوتا على موقع ديسكوغز (الإنجليزية)
- ماريا غراتسيا كوشينوتا على موقع قاعدة بيانات الفيلم (الإنجليزية)
- ماريا غراتسيا كوشينوتا على موقع كينوبويسك (الروسية)